# Le Palanquin des larmes (film)
Pour les articles homonymes, voir Le Palanquin des larmes.
Pour plus de détails, voir Fiche technique et Distribution.
Le Palanquin des larmes est un film franco-canado-chinois réalisé par Jacques Dorfmann et sorti en 1988.

## Synopsis
Ce film raconte l'histoire vraie de Chow Ching Lie, écrivain, pianiste et femme d'affaires née en 1936 à Shanghai, en Chine, pendant la seconde guerre sino-japonaise. Mariée de force à 13 ans, elle a connu la guerre civile et l'arrivée au pouvoir de Mao. Devenue veuve, elle peut reprendre sa destinée en main.

## Fiche technique
- Titre : Le Palanquin des larmes
- Réalisation : Jacques Dorfmann
- Scénario : Jacques Dorfmann et David Milhaud, d'après la biographie de Chow Ching Lie écrite par Georges Walter
- Pays d'origine :  France,  Canada,  Chine
- Genre : drame, biographique
- Durée originale (télévision) : 180 minutes
- Durée abrégée (DVD) : 100 minutes

## Distribution
- Jiang Wen : Wei Hi
- Henry O (en) : Oncle King
- Beulah Quo : Mme Chen
- Elizabeth Sung : Tsong Hai
- Huai-Qing Tu : Chow Ching Lie
- Ysé Tran
- Junxia Gao : Mei Ling (la professeur de piano)